# Guido Meier
Guido Wilhelm Meier (* 8. Januar 1948 in Vaduz) ist ein liechtensteinischer Rechtsanwalt und Politiker (FBP).

## Biografie
Meier wurde 1948 als Sohn des Polizisten und späteren liechtensteinischen Polizeichefs Hermann Meier und dessen Frau Maria (geborene Ospelt) in Vaduz geboren und wuchs mit einem Bruder und einer Schwester auf. Er besuchte das Gymnasium in Vaduz und erlangte dort 1968 seine Matura. Danach studierte er von 1968 bis 1969 Wirtschaftswissenschaften und Politikwissenschaften an der Universität Tampa in Florida. Anschliessend studierte er Rechtswissenschaften an der Universität Basel. Dort erhielt er 1973 ein Lizenziat der Rechtswissenschaft. Meier absolvierte nun ein Promotionsstudium an der Universität Basel. Daneben war er 1975 als Praktikant am Fürstlichen Landgericht tätig. 1977 erfolgte mit der Dissertation Grundstatut und Sonderanknüpfung im IPR des liechtensteinischen Gesellschaftsrechtes - erläutert anhand ausländischer Kollisionsrechtslehre und -praxis seine Promotion zum Doktor der Rechte.
Seit 1977 ist Meier als Treuhänder tätig. 1978 wurde er Juristischer Mitarbeiter im Advokaturbüro von Ivo Beck in Vaduz. 1979 legte er die liechtensteinische Rechtsanwaltsprüfung ab und praktiziert seitdem als Rechtsanwalt und Mitinhaber in verschiedenen Advokaturbüros.
Von 1980 bis 2015 war er Mitglied des Treuhänderrates des Allgemeinen Treuunternehmens und hatte in dieser Zeit auch von 2002 bis 2015 das Amt des Präsidenten des Treuhänderrats inne. Am Staatsgerichtshof war er von 1984 bis 1985 Ersatzrichter und dann von 1985 bis 1993 Richter. Des Weiteren war er von 1984 bis 1986 Präsident der Liechtensteinischen Akademischen Gesellschaft (LAG) und ist seit 1986 Präsident des Liechtenstein-Instituts. Seit 1986 ist er Mitglied des Stiftungsrats der Stiftung «Fürstlicher Kommerzienrat Guido Feger» und fungierte von 2008 bis 2016 auch als deren Vorsitzender. Von 1987 bis 1993 war er Präsident der liechtensteinischen Prüfungskommission für Rechtsanwälte. Von 1989 bis 2016 gehörte er dem Verwaltungsrat der VP Bank an. Dort hatte er von 2001 bis 2016 auch das Amt des Vizepräsidenten inne.
Im Februar 1993 wurde Meier für die Fortschrittliche Bürgerpartei zum Abgeordneter im Landtag des Fürstentums Liechtenstein gewählt. Bei der darauffolgenden Wahl im Oktober desselben Jahres wurde er ursprünglich zum stellvertretenden Landtagsabgeordneten gewählt. Am 20. Dezember 1993 rückte er jedoch für Thomas Büchel nach. Als Landtagsabgeordneter war Meier Mitglied des Landesausschusses und fungierte 1993 als FBP-Fraktionssprecher.
Meier ist Bürger der Gemeinde Eschen und zum zweiten Mal verheiratet. Aus seiner ersten Ehe gingen zwei Kinder hervor. Seit 1989 ist Meier Honorarkonsul des Fürstentums Monaco in Liechtenstein.
Er ist Mitglied der Liechtensteinischen Rechtsanwaltskammer.